# Nattavaara by
Nattavaara by (lulesamisch Nahtavárre) ist ein Ort (småort) in der nordschwedischen Provinz Norrbottens län und der historischen Provinz (landskap) Lappland, nördlich des Polarkreises.
Der Ort in der Gemeinde Gällivare liegt vier Kilometer östlich der Erzbahn zwischen Boden und Gällivare. Er wurde erstmals um 1670 erwähnt. Bis 1990 erfüllte er die Bedingungen für einen Tätort.
Am Bahnhof des Ortes entstand nach 1887 der Nachbarort Nattavaara.

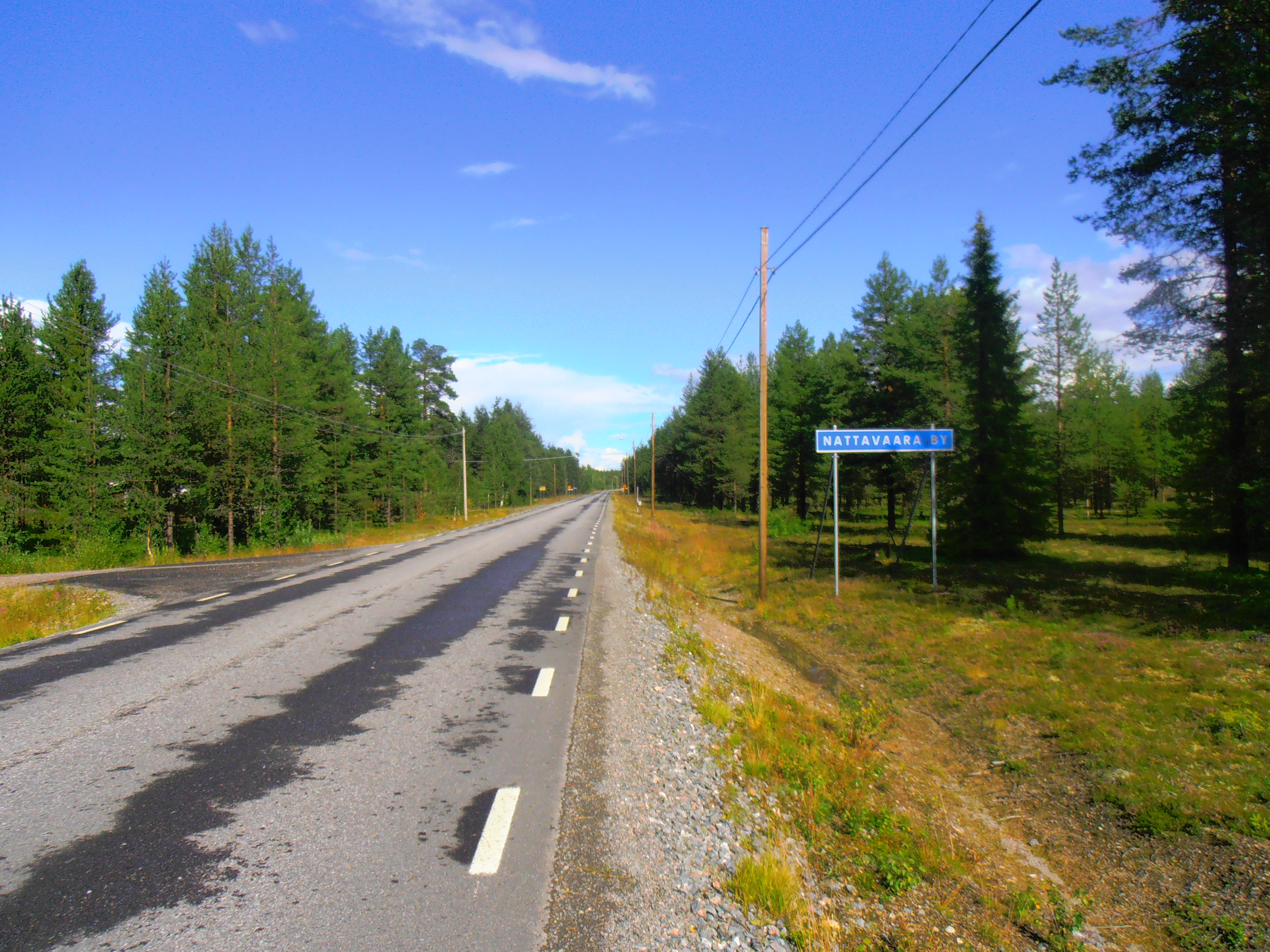
Am Ortsschild